# Yokosuka E5Y
Lo Yokosuka E5Y (?), o secondo le convenzioni di designazione della marina imperiale idrovolante da ricognizione Tipo 14-2, era un idroricognitore a scarponi, monomotore biplano sviluppato dall'ufficio di progettazione giapponese Kūgishō, il Primo arsenale tecnico aeronavale di Yokosuka nei tardi anni venti e prodotto in piccola serie sia dalla stessa che, con alcune modifiche ed identificato come Kawanishi E5K1 o Tipo 90-3 dalla Kawanishi Kokuki Kogyo KK, dall'inizio degli anni trenta.
Destinato ad equipaggiare alcune unità navali della Dai-Nippon Teikoku Kaigun Kōkū Hombu, la componente aerea della Marina imperiale giapponese, rimase in servizio durante la seconda guerra sino-giapponese fino al termine del decennio.

## Storia del progetto
Nei tardi anni venti la Marina Imperiale giapponese emise una specifica per la fornitura di un nuovo idrovolante da ricognizione destinato a sostituire il pari ruolo Yokosho (Yokosuka) E1Y2, oramai considerato obsoleto, sulle unità maggiori e sulle portaerei della propria flotta.
Interpellato l'ufficio tecnico dell'arsenale navale di Yokosuka il gruppo di lavoro decise di basare il disegno del nuovo velivolo sul precedente progetto tedesco Heinkel HD 28.
L'impostazione generale quindi riprendeva quella del modello al quale si ispirava, un convenzionale idrovolante monomotore biposto di tipo a scarponi con configurazione alare biplana, equipaggiato con un motore 12 cilindri a W Lorraine-Dietrich 2 raffreddato a liquido.
Il prototipo, completato nell'agosto 1928, venne identificato secondo le convenzioni adottate dalla Marina Imperiale "Idrovolante sperimentale da ricognizione Kai 14-2 Tipo 1" o, in alternativa con la versione "corta", E5Y1 Kai C. Durante le prime prove di volo del primo vennero costruiti altri due prototipi, equipaggiati con motore Lorraine-Dietrich da 450 hp (336 kW) ed identificati come Yokosuka E5Y1 Kai 1D , che si differenziavano dal primo solo per l'adozione di un convenzionale carrello d'atterraggio in sostituzione dei due galleggianti.
La commissione esaminatrice della Marina Imperiale valutò positivamente il modello emettendo un ordine di fornitura per 17 altri esemplari ed assegnando la produzione agli stabilimenti della Kawanishi Kokuki Kogyo KK di Nauru ed incaricandola di curare la parte finale dello sviluppo. La versione di preproduzione, che verrà identificata come Yokosuka E5Y1 Kai 3, si differenziava essenzialmente per la diversa motorizzazione, un radiale Bristol Jupiter IX raffreddato ad aria prodotto localmente su licenza.
Tuttavia la produzione in serie venne assegnata ad entrambi ed avviata in ugual numero di esemplari (17) sia presso gli stabilimenti del Primo Arsenale Tecnico Aeronavale, dove il modello verrà identificato come Yokosuka E5Y1 Kai 3, che alla Kawanishi, identificato come Kawanishi E5K1 o Tipo 90-3.

## Impiego operativo
L'E5Y venne assegnato come equipaggiamento della nave appoggio idrovolanti Kamoi, venne inoltre utilizzato in un'azione di guerra durante la guerra di Shanghai del 1932.

## Versioni
E5Y1 Kai 1C
designazione del primo prototipo, versione idrovolante a scarponi, equipaggiato con un motore Lorraine-Dietrich.
E5Y1 Kai 1D
designazione dei successivi due prototipi, versione "terrestre" dotata di carrello d'atterraggio, equipaggiato con un motore Lorraine-Dietrich.
E5Y1 Kai 3
versione idrovolante avviata alla produzione equipaggiata con un motore radiale Jupiter IX.

## Utilizzatori
Giappone
- Dai-Nippon Teikoku Kaigun Kōkū Hombu